# 長野県工科短期大学校
長野県工科短期大学校（ながのけんこうかたんきだいがっこう、英語：NAGANO PREFECTURAL INSTITUTE OF TECHNOLOGY）は、長野県上田市にある県立の職業能力開発短期大学校である。
ソーラーカーレース・自律型のロボット競技（ロボットビンゴ、ロボットランサー等）では、優勝を含む上位入賞を果たしている。

## 歴史
- 1994年1月 - 学校の正式名称を「長野県工科短期大学校」と決定
- 1995年4月 - 上田リサーチパーク内に開校。
- 1998年4月 - 技術研究開発機構新設
- 1999年1月 - 教育研究振興会（工科短期大学校支援組織）設立
- 1999年6月 - 中国河北農業大学機電工程学院と学術交流提携調印
- 2005年3月 - 上田市との連携に関する協定書調印
- 2008年10月 - 須坂市との連携に関する協定書調印
- 2017年9月 - 信州大学工学部との連携に関する協定書調印

## 設置訓練科
- 機械システム学科（生産技術科）
- システム制御学科（制御技術科）
- 情報エレクトロニクス学科（電子技術科）
- 知能情報システム学科（情報技術科）

## 学校長
- 初代 佐藤 元太郎（1995年4月 - 2003年3月）元信州大学工学部教授
- 二代 大竹 勉（2003年4月 - 2008年3月）
- 三代 大澤 清一（2008年4月 - 2010年3月）
- 四代 藤井 恒男（2010年4月 - 現在）元信州大学工学部教授